# Robert-Magny
Robert-Magny és un municipi francès situat al departament de l'Alt Marne i a la regió del Gran Est. L'any 2010 tenia 249 habitants. Fins al 2012 estava unit al municipi de Laneuville-à-Rémy formant el municipi de Robert-Magny-Laneuville-à-Rémy.

## Història
| Data d'elecció                           | Identitat      | Partit | Qualitat |
| ---------------------------------------- | -------------- | ------ | -------- |
| 1983-2008                                | Christian Mion |        |          |
| 2008-                                    | Gouget Hubert  |        |          |
| les dades anteriors no són pas conegudes |                |        |          |
|                                          |                |        |          |

## Demografia
| A partir de 1990: Població sense dobles comptes |